# 오스카르 베르헤르

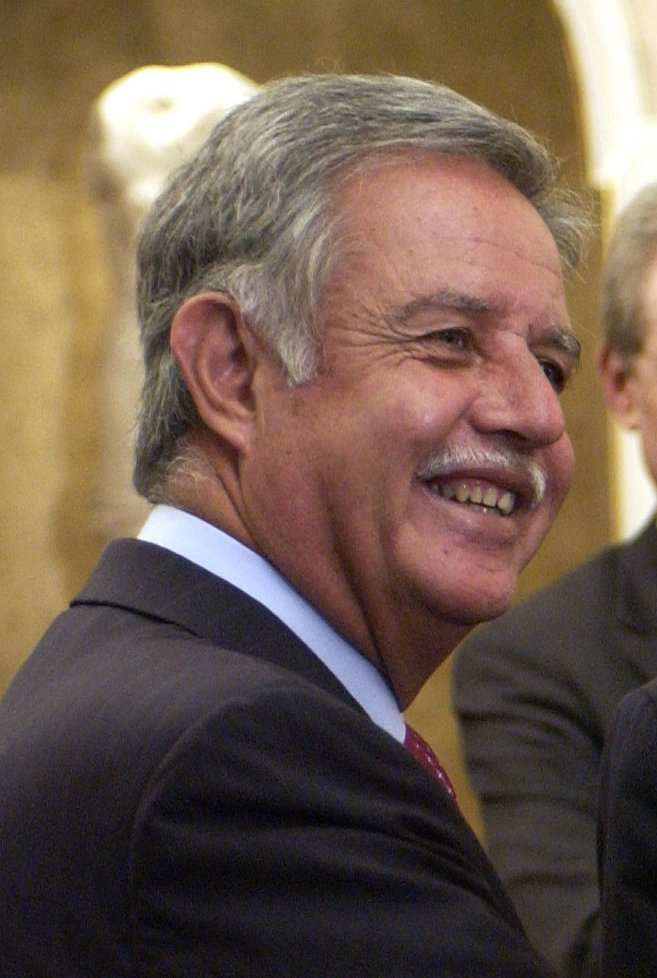
오스카르 베르헤르

오스카르 호세 라파엘 베르헤르 페르도모 (Óscar José Rafael Berger Perdomo, 1946년 8월 11일 ~ )는 과테말라의 전직 대통령이다.

## 생애
벨기에인 후손인, 베르헤르는 큰 규모의 설탕과 커피 경작지를 소유하고 있던 상류층에서 태어났다. 사립 예수회 라파엘 란디바르 대학교 (Universidad Rafael Landívar)에서 법을 전공했다. 1967년 상류층 집안 출신의 웬디 위먼과 결혼했다. 1985년 과테말라 시장 선거에 출마한 알바로 아루수 선거 캠프에 가담했다. 베르헤르 또한 1991년부터 1999년까지 과테말라 시의 시장을 했다.
2003년에 12월에 열린 대통령 결선 투표에서 54%의 득표율로 알바로 콜롬을 패배시키고 대통령이 되었다.

## 참고
1. ↑  Óscar Berger Perdomo 보관됨 2015-02-26 - 웨이백 머신, Centro De Estudios Internacionales De Barcelona. (accessed January 20, 2010)
2. ↑  Óscar Berger Perdomo 보관됨 2015-02-26 - 웨이백 머신, Centro De Estudios Internacionales De Barcelona. (accessed January 20, 2010)